# مامونیه (الجزایر)
مامونیه (انگلیسی: Mamounia) یک شهر در استان معسکر کشور الجزایر است.